# Báscones de Ojeda
Báscones de Ojeda ist ein Ort und eine nordspanische Gemeinde (municipio) mit 134 Einwohnern (Stand: 2024) in der Provinz Palencia der Autonomen Gemeinschaft Kastilien-León. 

## Lage und Klima
Báscones de Ojeda liegt in der altkastilischen Meseta in einer Höhe von ca. 965 m. Die Provinzhauptstadt Palencia befindet sich gut 75 km (Fahrtstrecke) südlich. Das Klima im Winter ist kühl, im Sommer dagegen trotz der Höhenlage gemäßigt bis warm; Niederschläge (ca. 693 mm/Jahr) fallen überwiegend im Winterhalbjahr.

## Bevölkerungsentwicklung
| Jahr      | 1970 | 1981 | 1991 | 2001 | 2011 | 2021 |
| Einwohner | 415  | 272  | 223  | 197  | 165  | 139  |

## Sehenswürdigkeiten

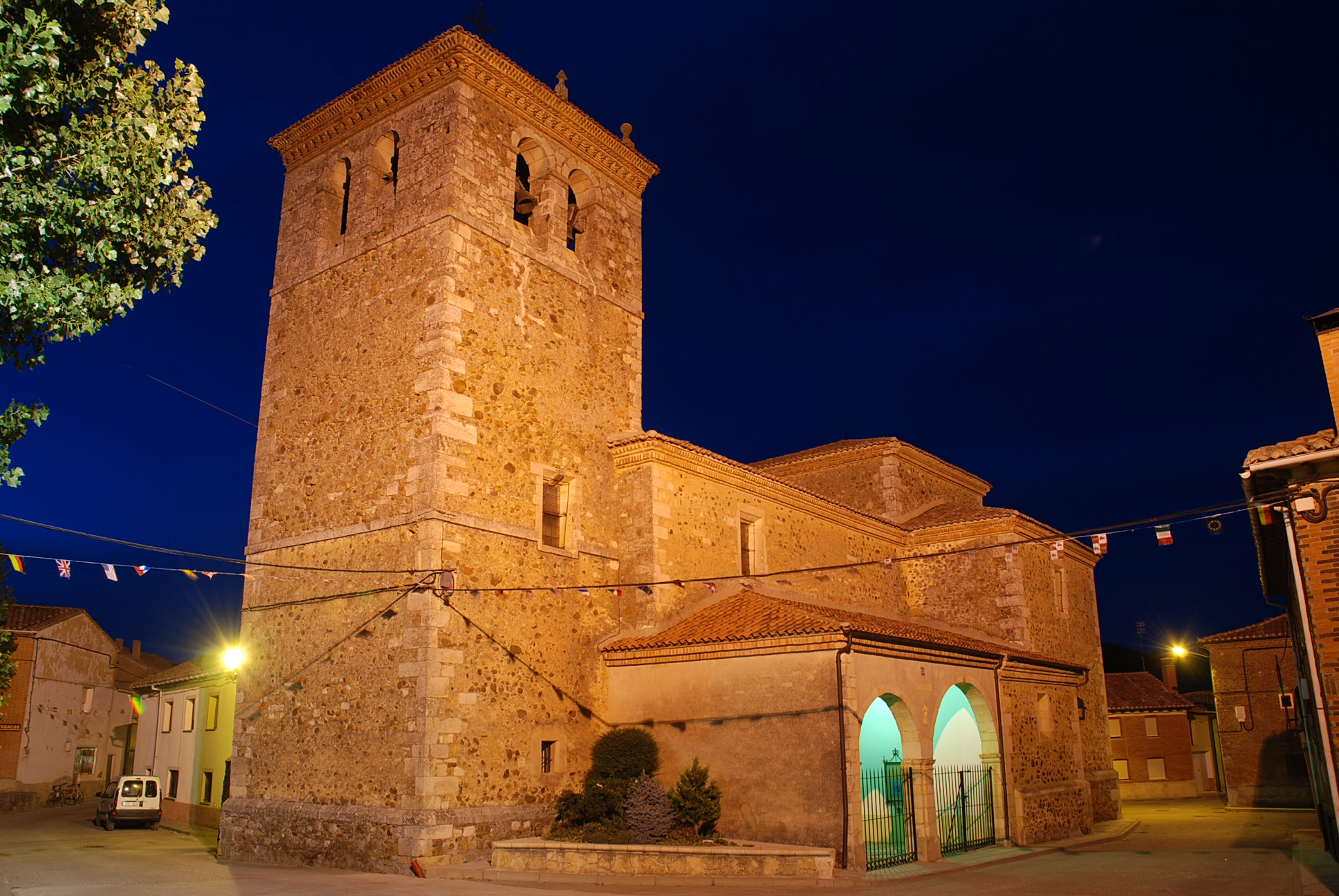
Bartholomäuskirche
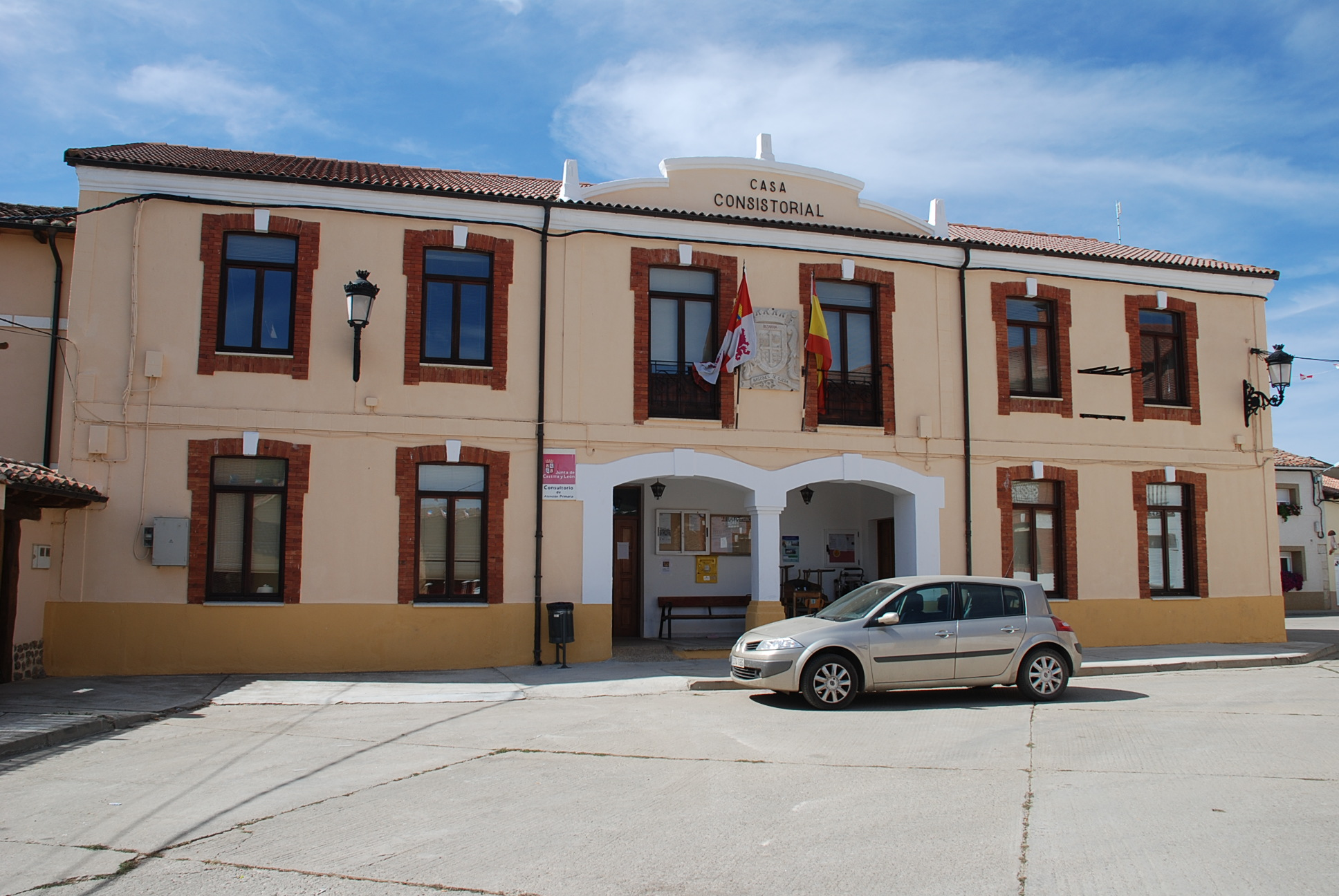
Rathaus

- Bartholomäuskirche
- Rathaus